# Un mese in campagna (film)
Un mese in campagna (A Month in the Country) è un film del 1987 diretto da Pat O'Connor, tratto dall'omonimo romanzo di Joseph Lloyd Carr.
È stato presentato nella sezione Un Certain Regard al 40º Festival di Cannes.

## Trama
Birkin, un reduce della prima guerra mondiale che è anche stato lasciato dalla moglie, si ritrova in un piccolo paese di campagna nello Yorkshire, chiamato dal reverendo del luogo per compiere il restauro di un affresco sacro.
Durante questa permanenza conosce un altro reduce di guerra, Moon, ancora fortemente traumatizzato dall'esperienza bellica, e la moglie del reverendo, della quale si innamora pur avendo con lei incontri solo sporadici.